# Балка Грузька (притока Кальчика)
Балка Грузька, Балка Середня — балка (річка) в Україні у Волноваському й Нікольському районах Донецької області. Ліва притока річки Кальчика (басейн Азовського моря).

## Опис
Довжина балки приблизно 11,57 км, найкоротша відстань між витоком і гирлом — 8,90  км, коефіцієнт звивистості річки — 1,30 . Формується багатьма балками та загатами.

## Розташування
Бере початок у селі Новомиколаївка. Тече переважно на південний захід через село Діанівку і на південно-східній околиці села Малоянисоль впадає у річку Кальчик, праву притоку річки Кальміусу.

## Цікаві факти
- На правому березі балки біля села Діанівка розташована Діанівська птахофабрика[5][6].
- У XX столітті на балці існували водокачки, водосховища, молоко,- птахо-тваринні ферми (МТФ, ПТФ) та багато газових свердловин[1].